# Dorota Arciszewska-Mielewczyk
Dorota Irvina Arciszewska-Mielewczyk (ur. 16 lutego 1968 w Gdyni) – polska polityk, posłanka na Sejm III, IV, VII, VIII i X kadencji, senator VI i VII kadencji.

## Życiorys
W 1992 ukończyła studia na Wydziale Ekonomiki Transportu Uniwersytetu Gdańskiego, a w 1994 na Wydziale Administracyjnym Wyższej Szkoły Morskiej w Gdyni.
W latach 90. działała w Konfederacji Polski Niepodległej, gdzie pełniła funkcję przewodniczącej okręgu i następnie w Konfederacji Polski Niepodległej – Obóz Patriotyczny. W latach 1997–2001 sprawowała mandat posła na Sejm III kadencji, wybrana z listy Akcji Wyborczej Solidarność z okręgu gdańskiego. W 2000 przystąpiła do Stronnictwa Konserwatywno-Ludowego, po przekształceniu należała do SKL-RNP. W 2001 została wybrana do Sejmu IV kadencji z listy Platformy Obywatelskiej w okręgu gdyńsko-słupskim. Zasiadała w kole SKL, następnie w Kole Poselskim Konserwatywno-Ludowym, a w 2004 przystąpiła do klubu parlamentarnego Prawa i Sprawiedliwości. W Sejmie pracowała w Komisji Integracji Europejskiej, Komisji Transportu i Łączności, Komisji Infrastruktury oraz Komisji Rolnictwa i Rozwoju Wsi, przewodniczyła Polsko-Japońskiej Grupie Parlamentarnej.
W 2004 utworzyła Powiernictwo Polskie i stanęła na jego czele. Należy też do Zrzeszenia Kaszubsko-Pomorskiego i stowarzyszenia KoLiber.
W wyborach parlamentarnych w 2005 z ramienia Prawa i Sprawiedliwości została wybrana do Senatu VI kadencji w okręgu gdyńskim. W wyborach parlamentarnych w 2007 po raz drugi uzyskała mandat senatorski, otrzymując 141 701 głosów.
W wyniku wyborów w 2011 powróciła do Sejmu jako posłanka VII kadencji. W 2015 z powodzeniem ubiegała się o poselską reelekcję na kolejną kadencję. W wyborach w 2019 bezskutecznie kandydowała do Senatu. W grudniu 2019 została powołana na stanowisko prezesa Polskich Linii Oceanicznych.
W wyniku wyborów w 2023 powróciła do niższej izby polskiego parlamentu, uzyskując mandat poselski z wynikiem 11 766 głosów. W związku z tym wyborem odeszła ze stanowiska prezesa PLO. W Sejmie X kadencji zasiadła w Komisji Gospodarki Morskiej i Żeglugi Śródlądowej oraz Komisji Łączności z Polakami za Granicą. W 2024 z ramienia PiS bez powodzenia startowała w wyborach do Parlamentu Europejskiego z okręgu nr 1.

## Życie prywatne
Jej przodkiem w linii prostej był Krzysztof Arciszewski (1592–1656), generał artylerii koronnej, admirał sił morskich holenderskich w Brazylii. Jej ojciec, Eugeniusz Arciszewski, był kapitanem żeglugi wielkiej, zginął 8 lutego 1997 w katastrofie morskiej statku „Leros Strength” w pobliżu wód terytorialnych Norwegii. Mąż – Krzysztof Mielewczyk – był jednym z najbogatszych przedsiębiorców w województwie pomorskim, prowadzącym firmę Polskie Pierze i Puch, zajmującą się produkcją pierza i puchu. 13 września 2013 zginął w katastrofie śmigłowca Robinson R44 w okolicach Starej Kiszewy. Dorota Arciszewska-Mielewczyk ma córkę Zofię i syna Eugeniusza.

## Wyniki w wyborach ogólnopolskich
| Wybory | Komitet wyborczy                | Komitet wyborczy           | Organ             | Okręg           | Wynik            |
| ------ | ------------------------------- | -------------------------- | ----------------- | --------------- | ---------------- |
| 1997   |                                 | Akcja Wyborcza Solidarność | Sejm III kadencji | nr 11           | 10 428 (1,83%)   |
| 2001   |                                 | Platforma Obywatelska      | Sejm IV kadencji  | nr 26           | 5758 (1,49%)     |
| 2005   |                                 | Prawo i Sprawiedliwość     | Senat VI kadencji | nr 25           | 121 036 (32,66%) |
| 2007   | Senat VII kadencji              | Prawo i Sprawiedliwość     | 141 701 (27,98%)  | nr 25           |                  |
| 2011   | Sejm VII kadencji               | Prawo i Sprawiedliwość     | nr 26             | 18 088 (3,99%)  |                  |
| 2015   | Sejm VIII kadencji              | Prawo i Sprawiedliwość     | nr 26             | 25 054 (5,37%)  |                  |
| 2019   | Senat X kadencji                | Prawo i Sprawiedliwość     | nr 62             | 82 076 (39,98%) |                  |
| 2023   | Sejm X kadencji                 | Prawo i Sprawiedliwość     | nr 26             | 11 766 (1,72%)  |                  |
| 2024   | Parlament Europejski X kadencji | Prawo i Sprawiedliwość     | nr 1              | 4507 (0,61%)    |                  |

## Odznaczenia i wyróżnienia
W 2010 została wyróżniona odznaczeniem Polonia Mater Nostra Est. W 2016 otrzymała Medal Rodła Związku Polaków w Niemczech. W 2021 odznaczona Złotym Krzyżem Zasługi.